# دانييل نيكول
دانييل نيكول (بالإنجليزية: Danielle Nicolet)‏ هي ممثلة أمريكية. ولدت باسم دانييل ديجز (بالإنجليزية: Danielle Diggs)‏، في 24 نوفمبر 1973، في الولايات المتحدة.

## أعمال

### أفلام
- (2016): الاستخبارات المركزية[4]

### مسلسلات
- ابتدائي[5][6][7]
- البرق
- خطوة بخطوة
- دياجنوسيز: موردر

## وصلات خارجية
- دانييل نيكول على موقع IMDb (الإنجليزية)
- دانييل نيكول على موقع قاعدة بيانات الأفلام العربية
- دانييل نيكول على موقع ألو سيني (الفرنسية)
- دانييل نيكول على موقع أول موفي (الإنجليزية)
- دانييل نيكول على موقع قاعدة بيانات الفيلم (الإنجليزية)
- دانييل نيكول على موقع كينوبويسك (الروسية)